# J.J. Johnson
James Louis "J.J." Johnson (født 22. januar 1924 i Indianapolis, Indiana, USA, død 4. februar 2001) var en amerikansk jazzbasunist. 
Johnson har bl.a. Spillet med Charlie Parker,Dizzy Gillespie,Bud Powell,Miles Davis og Benny Carter.
Han hører til en af de første jazzbasunister i beboppen,og har ledet egne grupper med bl.a. Max Roach,Sonny Stitt,Elvin Jones,Hank Jones og har lavet duo indspilninger med kollegaen Kai Winding.